# Evaline Ness
Evaline Ness (24 de abril de 1911-12 de agosto de 1986) fue una ilustradora y escritora de literatura infantil nacida en Union City, Ohio, Estados Unidos. Creó las ilustraciones de más de treinta libros infantiles y juveniles y escribió sus propios libros de temática infantil.
Como ilustradora fue una de las tres finalistas de la Medalla Caldecott entre 1964 y 1966, obteniendo el galardón en 1967 por el libro Sam, Bangs, and Moonshine, el cual también escribió. En 1972 fue la nominada estadounidense a los Premios Hans Christian Andersen en la categoría de ilustradores de libros infantiles.
Sus primeras ilustraciones para publicaciones infantiles fueron incluidas en el libro Story of Ophelia de Mary J. Gibbons 
(Doubleday, abril de 1954) —usando carboncillo, crayones, tinta, lápiz y témperas. Su segunda colaboración fue The Bridge de Charlton Ogburn (Houghton Mifflin, 1957). Entre 1958 y 1963 ilustró cerca de una docena de libros y produjo carátulas para otros, incluyendo La isla de los delfines azules de Scott O'Dell (1960).
Ness falleció en 1986 en Kingston, Nueva York. De acuerdo a su biógrafo, Evaline fue cremada y sus cenizas fueron entregadas a su tercer esposo, un ingeniero llamado Arnold Bayard.